# Armadillidium delattini
Armadillidium delattini is een pissebed uit de familie Armadillidiidae. De wetenschappelijke naam van de soort is voor het eerst geldig gepubliceerd in 1943 door Verhoeff.